# Toleranzpatent

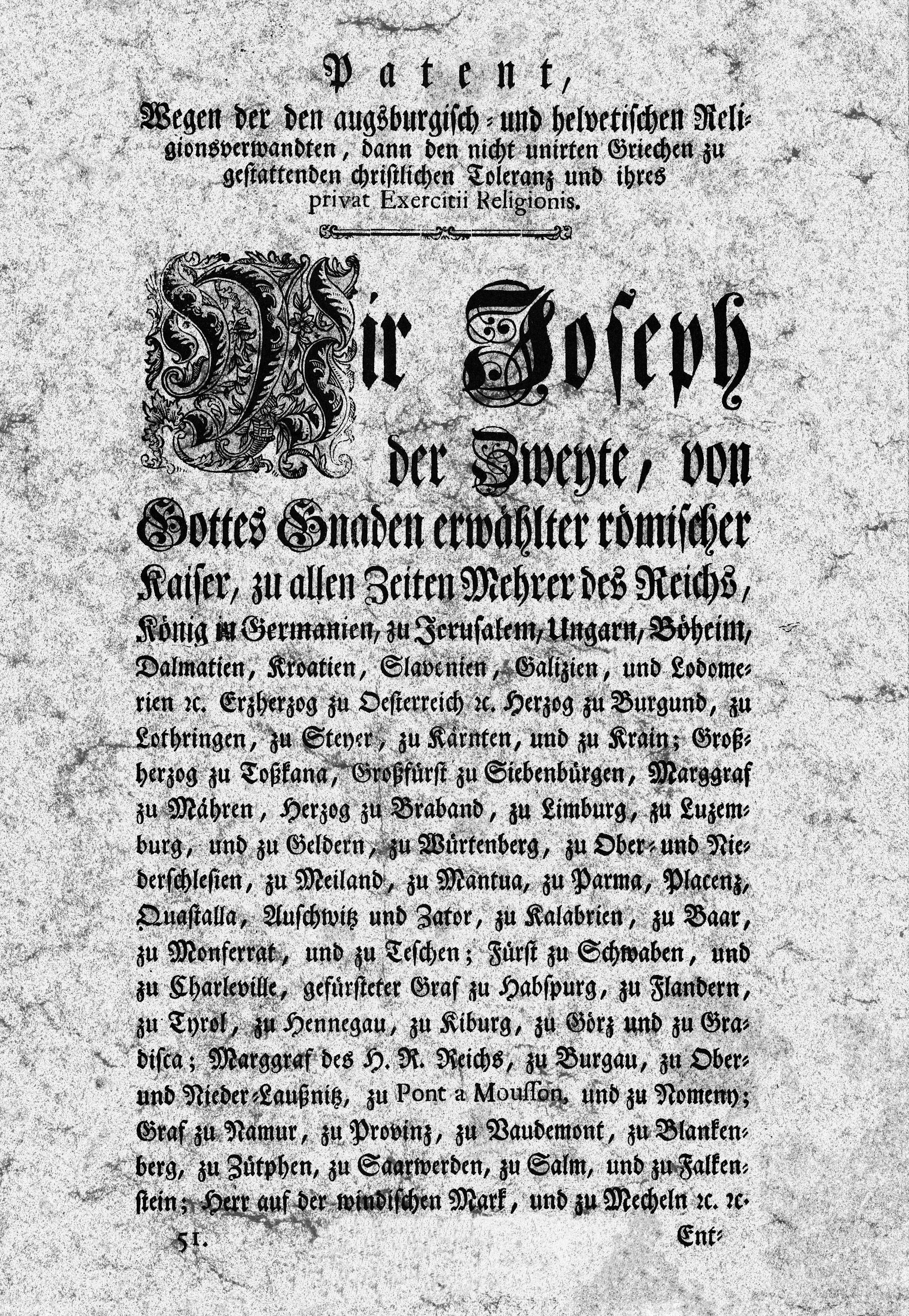
Seite 1 des Patents von 1781

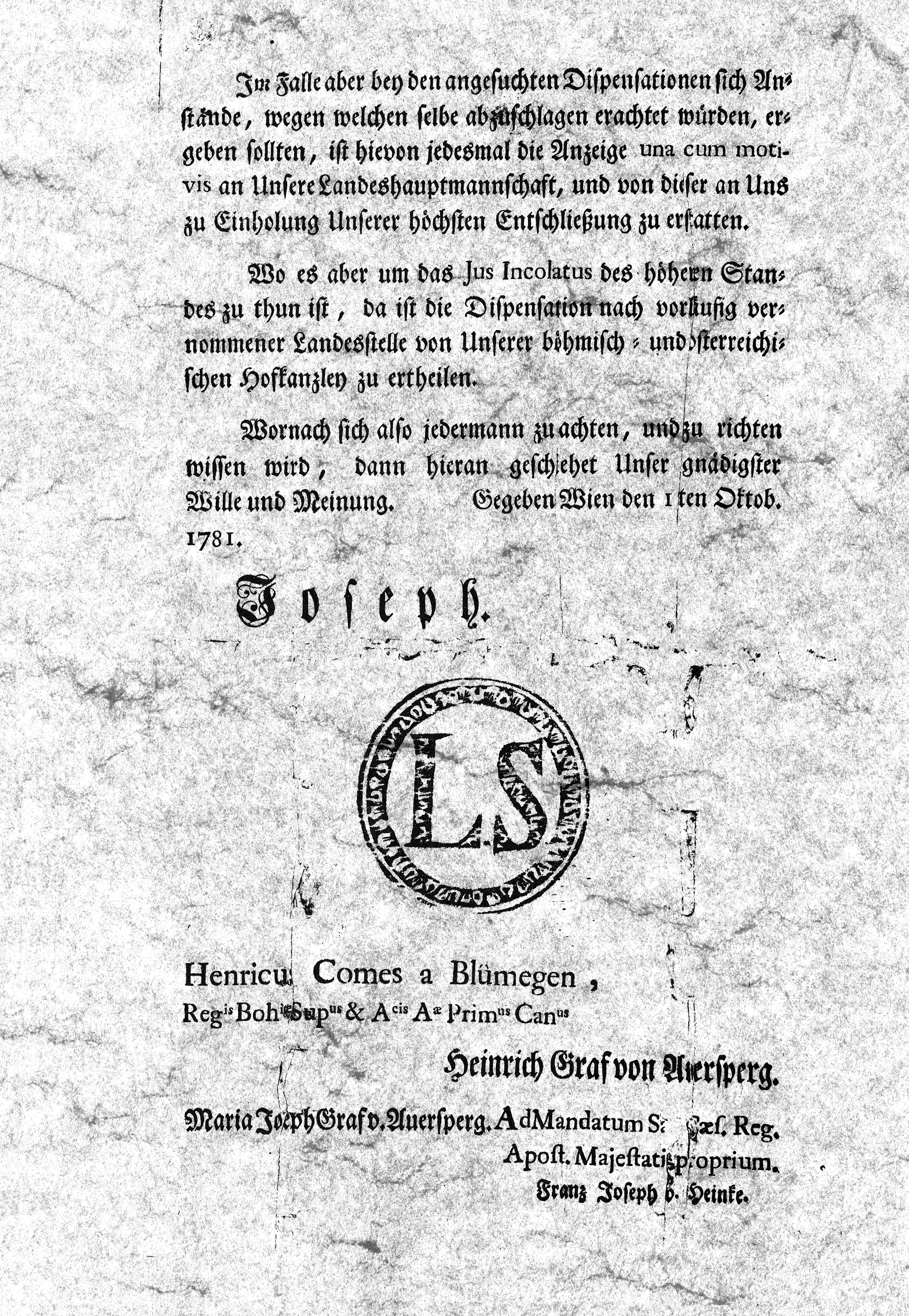
Seite 5 des Patents von 1781

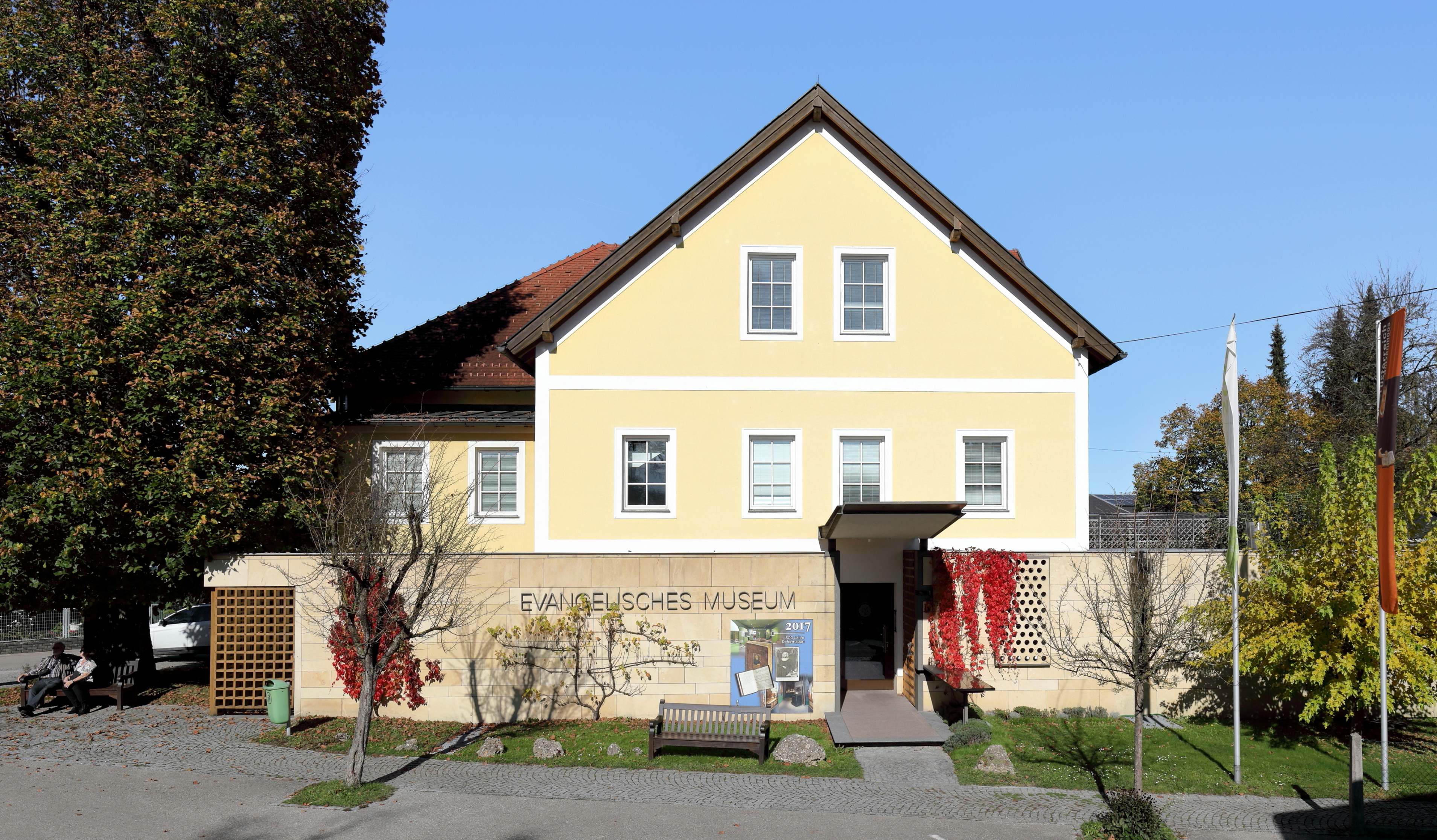
Evangelisches Museum Oberösterreich

Toleranzpatente bezeichnen Toleranzedikte Kaiser Josephs II. im Rahmen seiner Reformen (siehe: Josephinismus), die den in den österreichischen Erblanden zuvor diskriminierten Minderheiten eine freiere Ausübung ihrer Religion ermöglichten. Der Vorrang der Katholischen Kirche blieb aber weiterhin bestehen.
Die Toleranzpatente können als das Ende der Gegenreformation angesehen werden.

## Toleranzpatente JosephsII.

### Patent von 1781
Das Patent vom 13. Oktober 1781 ermöglichte den durch den Westfälischen Frieden anerkannten protestantischen Kirchen (Lutheranern und Reformierten) und den Orthodoxen in den Habsburger Kronländern erstmals seit der Gegenreformation wieder die Religionsausübung (siehe: Evangelische Kirche H.B. in Österreich für das Helvetische Bekenntnis und  Evangelische Kirche A.B. für das Augsburger Bekenntnis). Die Böhmischen Brüder blieben weiterhin illegal. Diese Religionsausübung war jedoch weiterhin mit Auflagen verbunden:

#### Rechtliche Einschränkungen
Die Eheschließung musste als offizieller Akt weiterhin in der Hand der staatsnahen katholischen Kirche bleiben.

#### Die Toleranzbethäuser
Durch das Patent konnten in den Kronländern der Habsburgermonarchie ab 1781 evangelische Bethäuser errichtet werden, die später als Toleranzbethäuser oder Toleranzkirchen bezeichnet wurden. Diese protestantischen Bethäuser unterlagen, ähnlich den 100 Jahre zuvor zugelassenen Artikularkirchen im nördlichen Teil von Ungarn, diskriminierenden baulichen Beschränkungen. Sie durften nicht die Bezeichnung „Kirche“ tragen, äußerlich nicht wie Kirchen aussehen, sondern wie Bürgerhäuser. So waren zum Beispiel Rundfenster nicht gestattet. Außerdem mussten sie zumindest 50 m von einer Hauptstraße entfernt liegen und einen von der Hauptstraße abgewandten Eingang haben. Sie durften insbesondere keinen Turm besitzen und auch keine Kirchenglocken gießen lassen oder benützen. Außerdem durfte ein Bethaus nur dann errichtet werden, wenn sich in einem gewissen Gebiet zumindest 100 Familien oder 500 Einzelpersonen zum evangelischen Glauben bekannten.
Das Patent wurde am 13. und 27. Oktober 1781 für die deutschen und böhmischen Provinzen verkündet, am 25. Oktober 1781 oder 21. Dezember 1781 für Ungarn, am 10. November 1781 für Galizien, am 12. November 1781 für die belgischen Provinzen, am 30. Mai 1782 für die Lombardei. Zwischen 6. November und 9. Dezember 1781 wurde es in Tirol verkündet.
In der Folge zeigte sich, dass in einigen Gebieten Österreichs durch einen Geheimprotestantismus die Traditionen über rund eineinhalb Jahrhunderte bewahrt werden konnten. So bekannte sich zum Beispiel in Gosau im Salzkammergut beinahe die gesamte Bevölkerung als „akatholisch“, wie man die Protestanten – auch amtlich – abfällig nannte.

### Patent von 1782

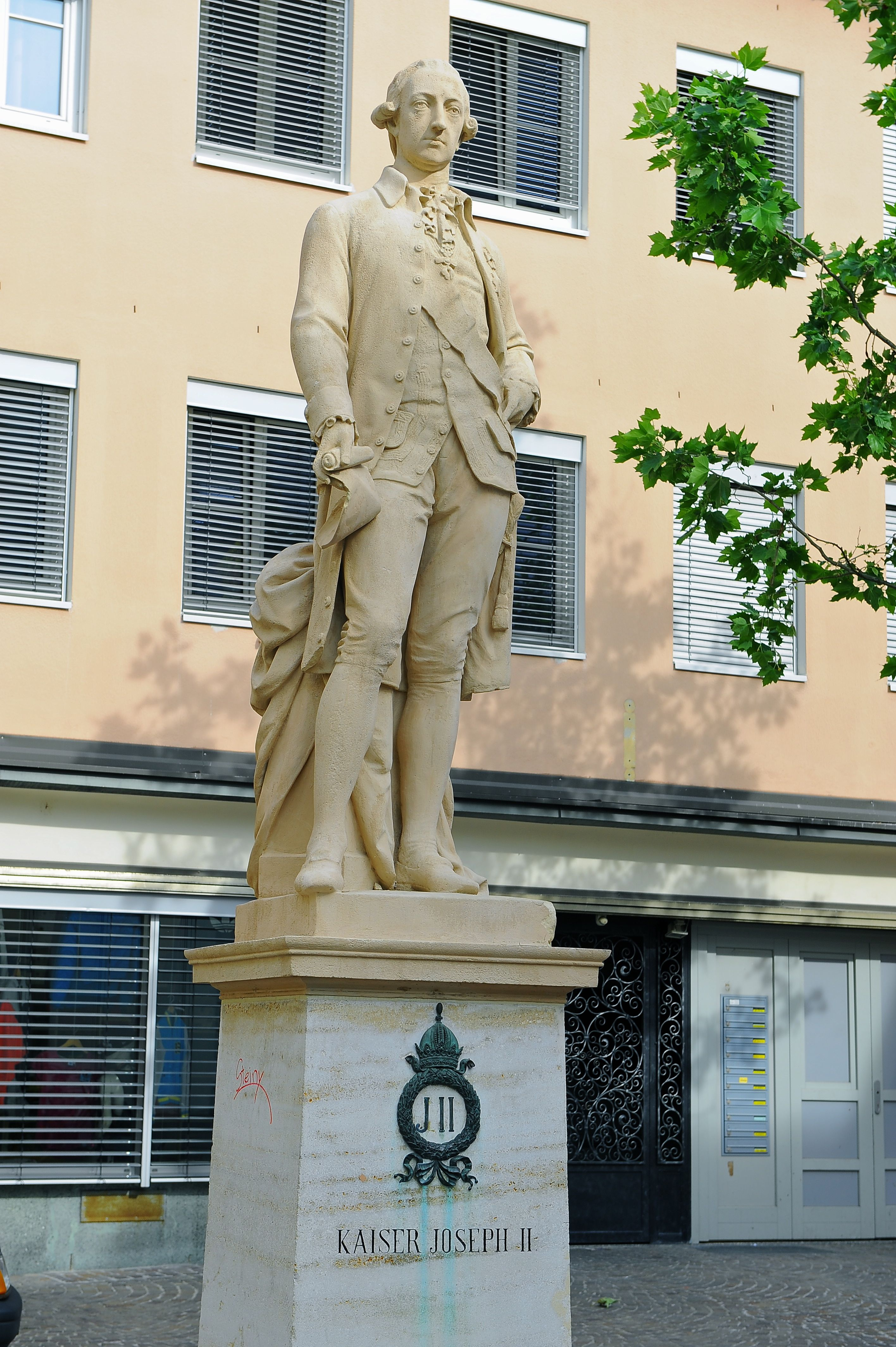
Denkmal von Kaiser Joseph II. mit dem Toleranzpatent in der rechten Hand (Villacher Kaiser-Joseph-Platz)

Im Patent vom 2. Jänner 1782 wurden auch Juden größere Freiheiten in der Religionsausübung zugestanden.

### Patent von 1785
Durch das Patent vom 11. Dezember 1785 wurde die Freimaurerei legalisiert, die Zahl der zugelassenen Logen aber zugleich beschränkt, was in Wien zu zwei Sammellogen führte.
Durch das Kriminalpatent vom 2. Jänner 1795 von Franz II. wurde das Freimaurertum, wie andere „geheime Gesellschaften“, wieder unterdrückt.

### Erschwernis des Übertritts
Ab 1787 wurde der Übertritt von der katholischen zur evangelischen Kirche dadurch wieder erschwert, dass man sich einem sechswöchigen Glaubensunterricht unterziehen musste. Hintergrund dieser Maßnahme war zum einen, dass sich in einigen Gebieten Österreichs – nordöstlich von Wels in Oberösterreich, Inneres Salzkammergut, rund um Schladming in der Steiermark und in Oberkärnten – teilweise mehr als die Hälfte der Bevölkerung zum evangelischen Glauben bekannten, was besonders bei den regionalen katholischen Kirchenstellen Besorgnis erregte. Zum anderen nutzten aber auch manche Evangelische das verbreitete Unwissen mancher Katholiken in Glaubensfragen dazu aus, um möglichst rasch die für ein Bethaus erforderliche Personenanzahl zu erreichen.

### Weitere Entwicklung
Infolge der politischen Umwälzungen von 1848/49 wurden auch zahlreiche Beschränkungen für die Protestanten aufgehoben. Den abfälligen und amtlich verwendeten Begriff „akatholisch“ ersetzte man durch „Evangelische der Augsburger oder Helvetischen Konfession“. Die baulichen Beschränkungen für Kirchengebäude wurden aufgehoben. Schon am 23. Mai 1849 erfolgte in Wels die Grundsteinlegung für die erste protestantische Kirche in Österreich mit Turm. Fast alle Bethäuser erfuhren einen Umbau, um dem äußerlichen Erscheinungsbild einer Kirche zu entsprechen.
Erst 1861 erhielten die Protestanten im Protestantenpatent weitgehende Freiheit ihrer Religionsausübung, der Staat zog sich auf Aufsichtspflichten zurück.
Das Protestantengesetz von 1961 schließlich regelte das Verhältnis zwischen den evangelischen Kirchen und dem Staat neu im Sinne voller innerer Freiheit der Kirchen.

## Toleranzgemeinden

### Definition
Die Kirchengemeinden, die sich auf Grund des Toleranzpatentes bei den bisher Geheimprotestanten jetzt in der Legalität bilden konnten, wurden als Toleranzgemeinden bezeichnet.
In Gegenden, in denen wenigstens 100 evangelische Familien (in Entfernung von einer Gehstunde von einem Ort) lebten, durfte ein Bethaus errichtet werden. Dieses durfte aber von außen nicht als Kirche erkennbar sein und keinen öffentlichen Zugang von der Straße und keine Glocken haben. Auch Schulen durften gebaut werden. Es konnten auch Pfarrer und Lehrer berufen werden. Und was für den einzelnen Evangelischen wichtig war: Er konnte Meister werden, Bürgerrechte erhalten und studieren.

### Die Toleranzgemeinden im heutigen Österreich
Zwischen 1781 und 1795 entstanden in den Grenzen des heutigen Österreichs 48 Toleranzgemeinden:
- In Niederösterreich eine: Mitterbach am Erlaufsee (1785).[7]
- In Wien zwei: Wien A.B. Lutherische Stadtkirche (1782), Wien H.B. Reformierte Stadtkirche (1782).[7]
- In der Steiermark drei: Ramsau am Dachstein (1782), Schladming (1782), Wald am Schoberpaß (1795).[7]
- In Oberösterreich neun: Goisern (1782), Eferding (1783), Gosau (1784), Neukematen (1783), Rutzenmoos (1781), Scharten (1784), Thening (1783), Wallern an der Trattnach (1782), Wels (1782).[8]
- In Kärnten vierzehn: Arriach (1782), (Bad) Bleiberg (1783), Eisentratten (1784), Feffernitz bei Paternion (1784), Feld am See (1782), Fresach (1782), Gnesau (1783), St. Ruprecht bei Villach (1782), Trebesing (1782), Treßdorf (1783), Watschig-Hermagor (1782), Weißbriach bei Gitschtal (1782), Zlan (1782), Dornbach im Maltatal (1791).[7]
- Im Burgenland achtzehn: Eltendorf (1783), Gols (1783), Kobersdorf (1783), Kukmirn (1783), Lutzmannsburg (1783), Markt Allhau (1783), Mörbisch (1785), Siget an der Wart (Rotenturm an der Pinka) (1785), Oberschützen (1783), Pinkafeld (1783), Pöttelsdorf (1783), Rechnitz (1783), Rust (1781), Stadtschlaining (1782), Stoob (1783), Zurndorf (1783), Bernstein im Burgenland (1783), Neuhaus am Klausenbach (1792), Oberwart (Artikularkirche H.B. seit 1681 gemäß ungarischem Recht, Toleranzgemeinde H.B. ab 1781).[7]

Von den 48 Toleranzgemeinden im heutigen Österreich sind die Toleranzbethäuser zu unterscheiden. Da viele Toleranzgemeinden auch Tochtergemeinden und Predigtstationen umfassten, war die Anzahl der Toleranzbethäuser um einiges höher. In der gesamten österreichischen Monarchie entstanden über 1.100 Kirchengemeinden, ein Großteil jenseits der Leitha im ungarischen Teil (Transleitanien).
Nach 1795 wurden zwar weiterhin evangelische Gemeinden genehmigt, jedoch deutlich restriktiver als in den Jahren davor. Dieser Kurswechsel erfolgte nach dem Ableben von Josef II. und Leopold II. durch den 1792 gekrönten letzten Kaiser des Heiligen Römischen Reichs Franz II. Einige Beispiele von Gründungen zwischen 1795 und 1861 sind: Graz (1821), Gröbming (1812), Attersee am Attersee (1812), Hallstatt (1785 Toleranzbethaus als Filiale von Goisern, Gemeindeerhebung 1836) und Linz (1844). Eine deutliche Zunahme der Gründung von evangelischen Pfarrgemeinden geschah erst nach Inkrafttreten des Protestantenpatents von 1861, da durch dieses Gesetz etliche Beschränkungen aufgehoben wurden.
In Cisleithanien waren per Oktober 1782 bereits 73.722 Evangelische registriert, bis Ende 1785 erhöhte sich die der Hofkammer bekannte Zahl auf 107.454 evangelische Christen.

### Statistik zu den Toleranzgemeinden in Österreich

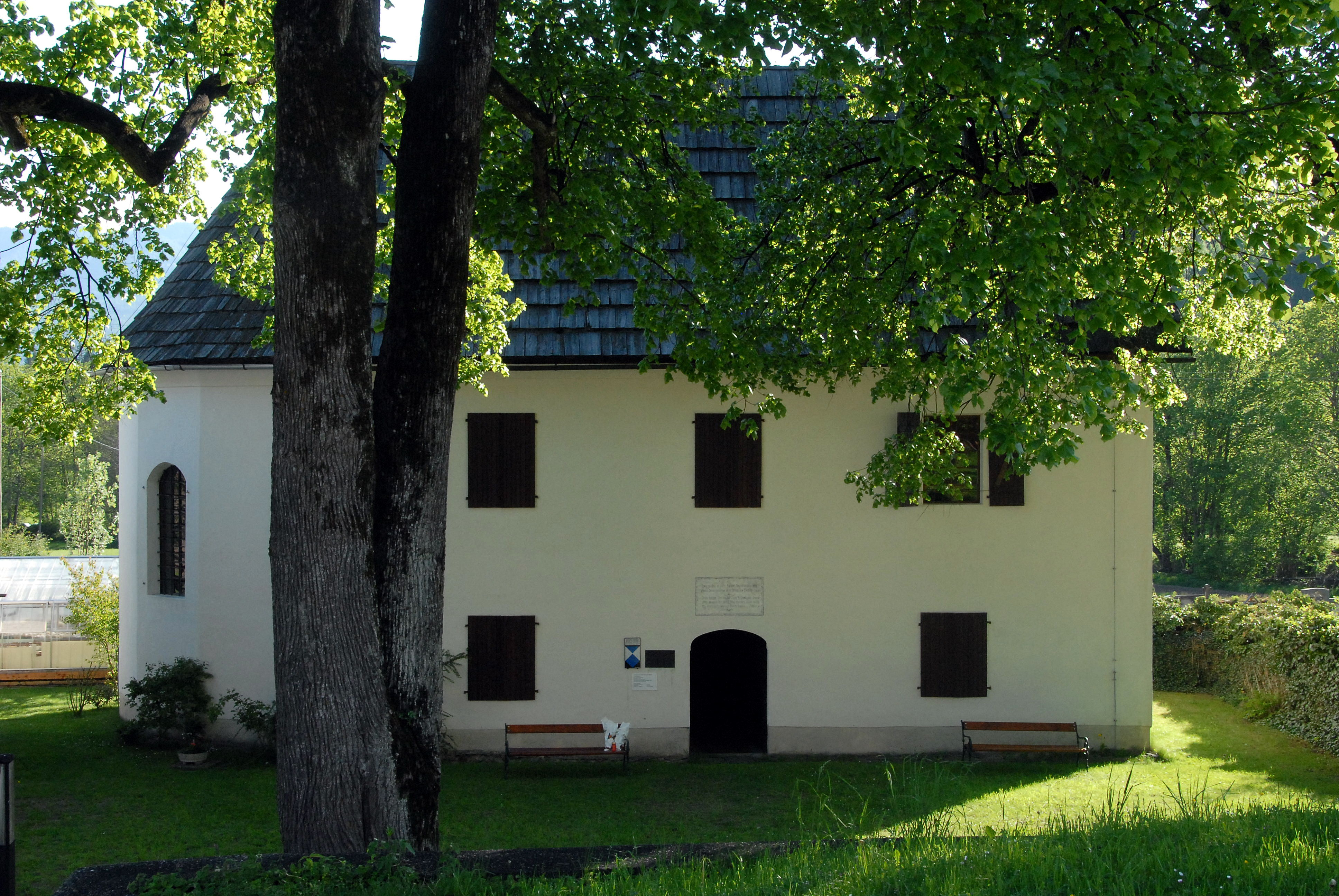
Toleranzbethaus in Fresach (heute Diözesanmuseum)

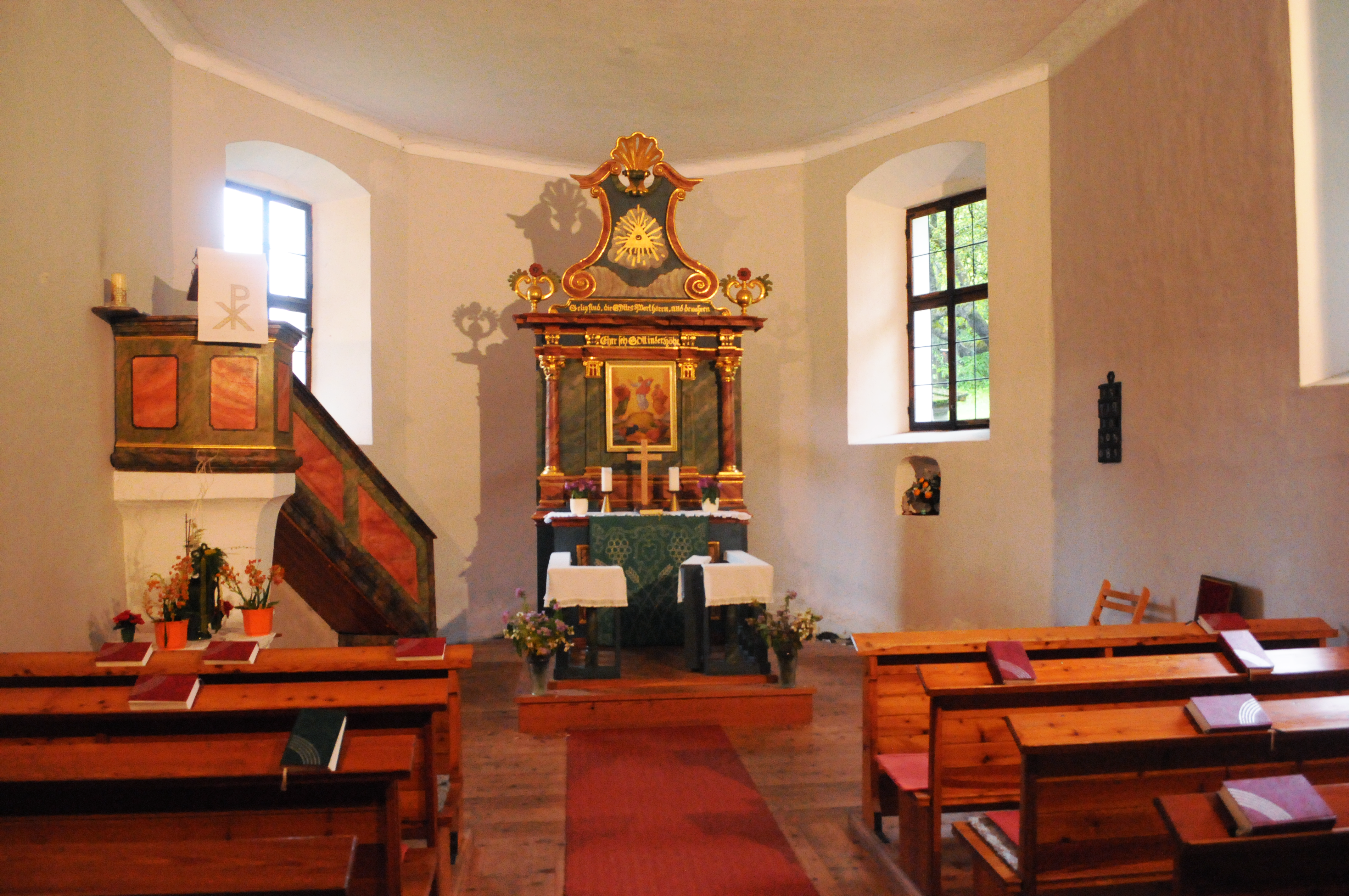
Toleranzbethaus in Sankt Johann am Tauern (heute Glaubenskirche)

Zwischen 70.000 und 80.000 Menschen meldeten sich im Gebiet des heutigen Österreich und bekannten, evangelisch zu sein. Zentren für die unter diesem kaiserlichen Patent möglichen Toleranzgemeinden war das oberösterreichische Salzkammergut. Im Einzelnen lässt sich die Bildung evangelischer Gemeinden, sogenannter Toleranzgemeinden, aus geheimprotestantischen Gruppierungen unmittelbar nach dem Toleranzpatent in Österreich wie folgt quantifizieren (außerhalb von Wien, Graz und unter Weglassung des Burgenlandes; Personenzahlen für ca. 1800 geschätzt, außer wenn anders angegeben):
Oberösterreich – 1786: 7644 Personen:
- Gebiet im Dreieck Wels-Eferding-Leonding (Evang. Gemeinden Eferding (1786: 1208 Pers.), Scharten (1786: 2015 Pers.), Thening (1786: 2449 Pers.), Wallern (1786: 970 Pers.), Wels (1786: 1002 Pers.))
- Neukematen (nordöstlich von Bad Hall) – 1786: 738 Personen
- Rutzenmoos (zwischen Gmunden und Vöcklabruck) – 1786: 875 Personen
- Attersee (Evang. Gemeinde erst ab 1813, zuvor bei Rutzenmoos) – ca. 500 Personen
- Inneres Salzkammergut (Evang. Gemeinden Goisern (1786: ca. 3000 Pers.), Gosau[11] (1786: 1071 Pers.), Hallstatt) – ca. 5000 Personen

Niederösterreich:
- Gebiet nördlich von Mariazell (Evang. Gemeinden Mitterbach,[12] St. Aegyd am Neuwalde und Naßwald; ursprünglich von Holzfällern aus Gosau hier „eingeschleppt“) – ca. 1500 Personen

Steiermark:
- Gebiet um Schladming (Evang. Gemeinden Ramsau, Schladming) – ca. 3500 Personen
- St. Johann am Tauern (Filiale von Unterwald) – ca. 500 Personen
- Unterwald (Wald am Schoberpaß) – ca. 500 Personen

Kärnten:
- Gebiet um Spittal und den Ossiacher See (Evang. Gemeinden Arriach, Bleiberg, Feffernitz, Feld am See, Fresach, Gnesau, St. Ruprecht bei Villach, Tschöran, Unterhaus, Zlan) – ca. 9000 Personen
- Lieser- und Maltatal (Evang. Gemeinden Dornbach, Eisentratten, Trebesing) – ca. 3500 Personen
- Weißenseegebiet (Evang. Gemeinde Weißbriach) – ca. 1000 Personen
- Oberes Gailtal (Evang. Gemeinden Hermagor, Treßdorf) – ca. 2000 Personen

Weitere Gemeinden:
- Burgenland: Pinkafeld[13]

Glaubenskirche (Sankt Johann am Tauern)

### Erhaltene Toleranzbethäuser

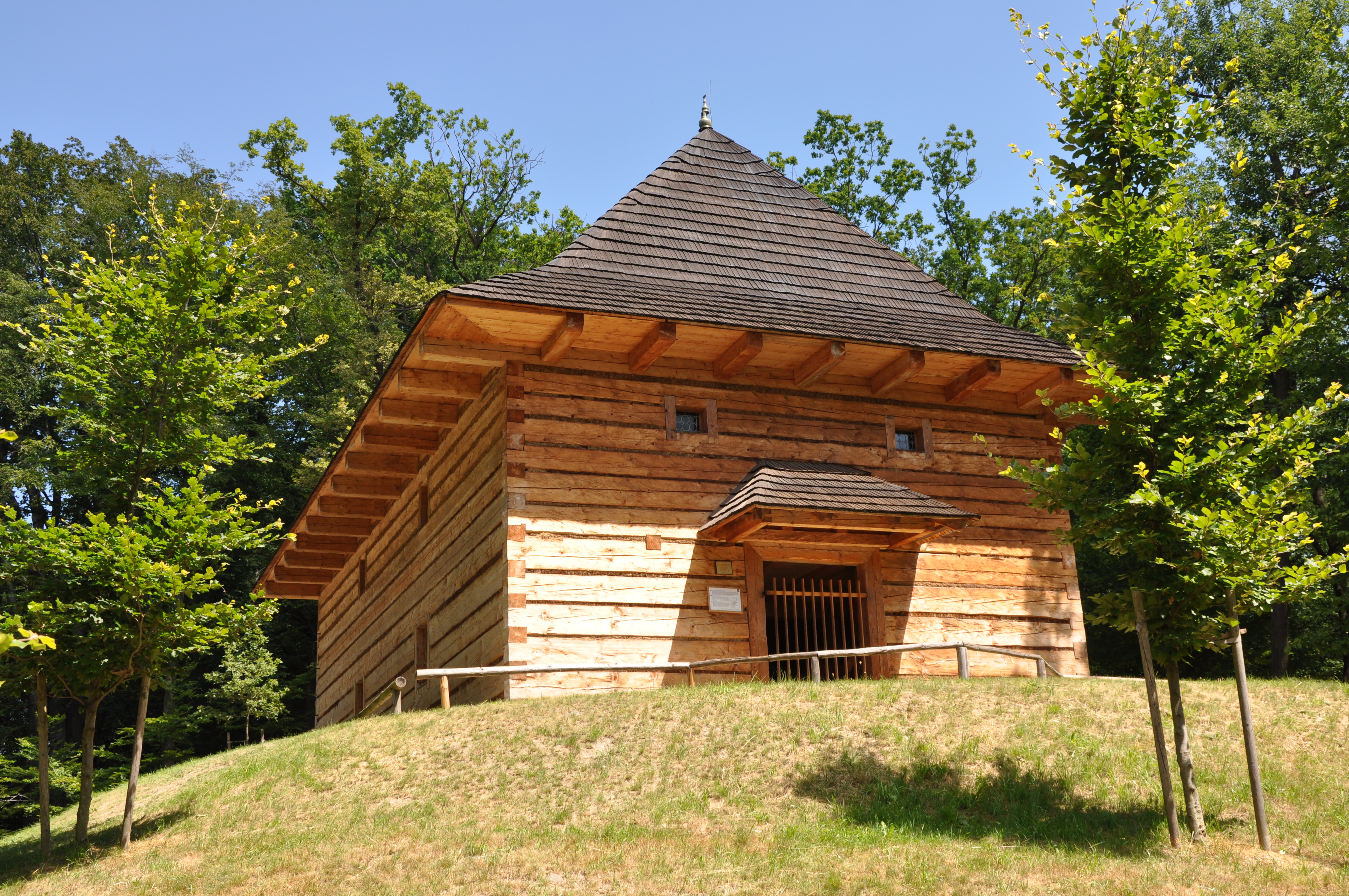
Rekonstruiertes Toleranzbethaus im Walachischen Freilichtmuseum (Tschechien)

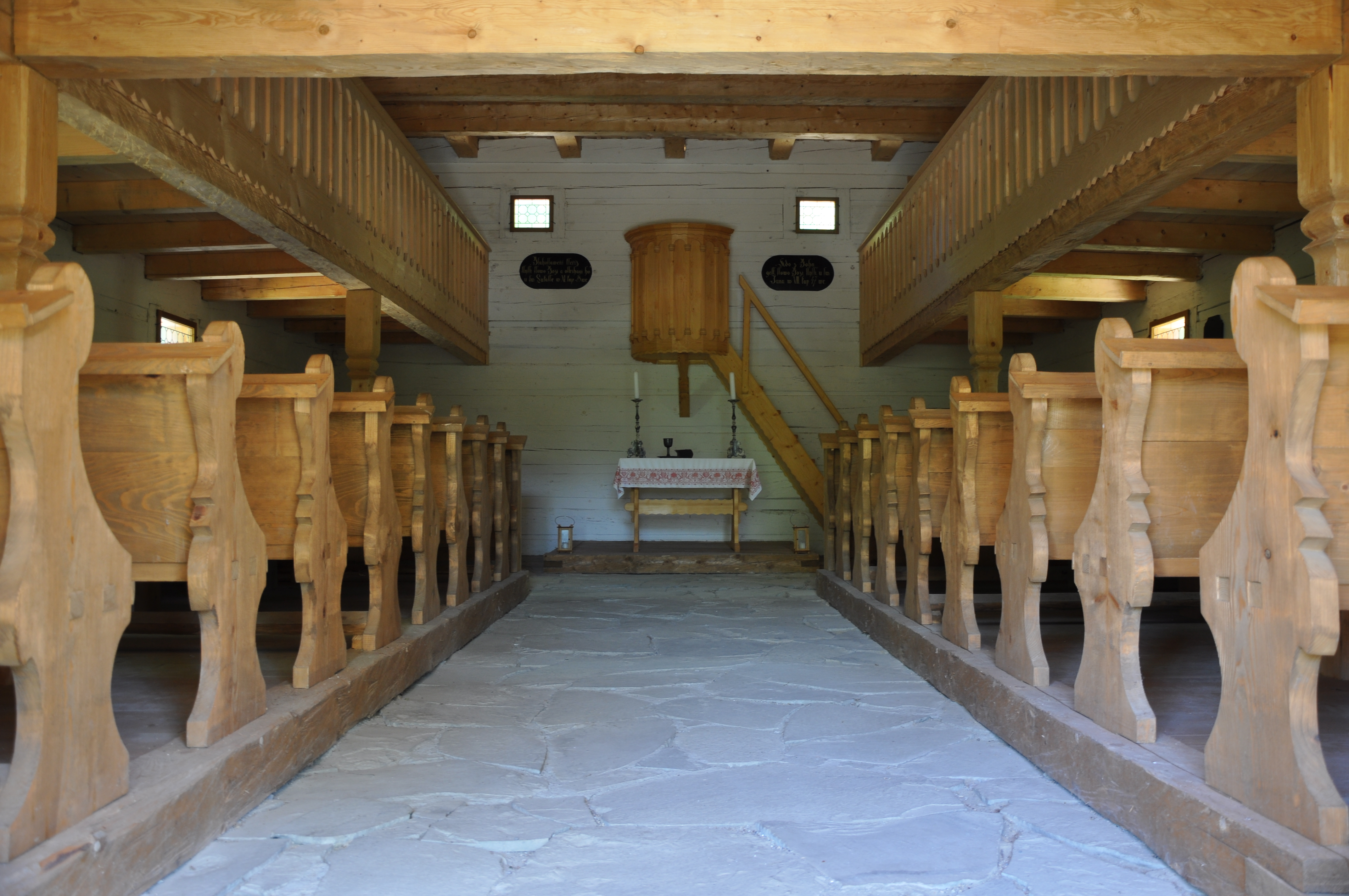
Rekonstruiertes Toleranzbethaus im Walachischen Freilichtmuseum von innen

Mit den zunehmenden Freiheiten wurden manche der genannten Häuser, ihrer Nutzung entsprechend, äußerlich während der vergangenen zweihundert Jahre mehr oder weniger Kirchen angepasst und sind manchmal, wie etwa in Wien und Graz, nicht mehr als Toleranzbethäuser erkennbar. Sehr ursprünglich geblieben und in dieser Form immer noch genützt ist das Watschiger Toleranzbethaus.
- Eferding (Oberösterreich)
- Toleranzbethaus Einöde (Gemeinde Treffen am Ossiacher See/Kärnten)
- Toleranzbethaus (Fresach) (Kärnten)
- Heilandskirche (Graz) (Kaiser-Joseph-Platz)
- Linz (Landstraße)
- Mitterbach am Erlaufsee
- Evangelische Pfarrkirche Neuhaus am Klausenbach (Burgenland)
- Neukematen (Gemeinde Piberbach/Oberösterreich)
- Glaubenskirche (Sankt Johann am Tauern) (Steiermark)
- Toleranzbethaus (Thening) (Gemeinde Kirchberg-Thening/Oberösterreich)
- Tschöran (Gemeinde Steindorf am Ossiacher See/Kärnten)
- Unterscharten (Gemeinde Scharten/Oberösterreich)
- Watschiger Toleranzbethaus (Gemeinde Hermagor-Pressegger See/Kärnten)
- Reformierte Stadtkirche (Wien)
- Zurndorf (Burgenland)
- Rekonstruiertes Toleranzbethaus im  Walachischen Freilichtmuseum (heute Tschechien)

### Namhafte Pfarrer der Toleranzgemeinden
- Wehrenfennig (Theologengeschlecht)
- Johann Georg Overbeck